# Body Count – Flucht nach Miami
Body Count – Flucht nach Miami ist ein Kriminalfilm von Robert Patton-Spruill aus dem Jahr 1998. 

## Handlung
Pike wird aus dem Gefängnis entlassen. Er, sein Freund Crane und drei weitere Einbrecher (Booker, Chino und Hobbs) stehlen wertvolle Gemälde aus dem Boston Museum of Fine Arts. Dabei sterben der Anführer der Gruppe und einer der Wachleute.
Die Diebe fahren mit der Beute nach Florida, wo sie die Bilder verkaufen wollen. Es kommt zu Streitereien innerhalb der Gruppe. Diese eskalieren, nachdem sie unterwegs eine Frau mitnehmen.

## Kritiken
Das Lexikon des internationalen Films urteilt: „Ein trotz guter Besetzung enttäuschendes Kriminal-Drama, das seine Charaktere zu wenig und seine Handlung nur schwer nachvollziehbar entwickelt. Überharte Gewaltsequenzen und ein äußerst rüder Umgangston mindern den Unterhaltungswert zusätzlich.“
Für Cinema ist der Film ein „kleiner, fieser Thriller“ und eine „freckige, ruppige Gangsterballade“.